# Бушко Іван Іванович
Іван Іванович Бушко́ (нар. 10 березня 1969, м. Виноградів Закарпатської області) — український політик, народний депутат України VII скликання, член депутатської групи «Суверенна європейська Україна». Президент футбольного клубу «Севлюш» Виноградів до 2015 року.

## Освіта
Середню освіту здобув у Виноградові – в ЗОШ №2. У 2005 році закінчив Закарпатський державний університет. Спеціальність – «облік і аудит».

## Кар'єра
- 1986 — 1987 — робітник виноградівської бригади, водій автопарку колгоспу ім. «8 Березня» Закарпатської області в м. Виноградів.
- 1987 — 1989 — строкова служба у лавах Радянської Армії у м. Самбір Львівської області.
- 1989 — 1991 — робітник на заводі "Електрон"
- 1993 — 1994 — товарознавець акціонерного промислово-комерційного підприємства "Закарпаття"
- 1994 — 1997 — заступник директора акціонерного промислово-комерційного підприємства "Закарпаття"
- 1997 — 2010 — приватний підприємець.
- 2015 — по сьогодні — генеральний директор ТОВ "Perlux-Україна".

## Політична діяльність
У квітні 2010 року став першим заступником голови Закарпатської облдержадміністрації, куруючи питання капітального будівництва, управління майном та приватизації, промислової політики та розвитку інфраструктури, регіонального розвитку, містобудування та архітектури, енергетики, транспорту і зв'язку, надзвичайних ситуацій, та радником голови ОДА.
Обирався депутатом Виноградівської міської ради третього скликання та депутатом Закарпатської обласної ради четвертого, п'ятого та шостого скликань. В облраді п'ятого скликання очолював фракцію Партії регіонів.
Іван Бушко взяв участь у виборах до Верховної Ради України у жовтні 2012 як кандидат від Партії регіонів по одномандатному мажоритарному виборчому округу № 73 і здобув перемогу. У зв'язку з переходом на роботу до парламенту припинив діяльність як перший заступник голови ОДА. 12 грудня 2012 року отримав мандат народного депутата України. Член комітету з питань сім'ї, молодіжної політики, спорту та туризму. Голова підкомітету з питань розвитку туризму, курортів та рекреаційної діяльності Комітету Верховної Ради України з питань сім'ї, молодіжної політики, спорту та туризму.. Голова міжфракційної депутатської групи «Закарпаття».
Будучи народним депутатом України також ініціював законодавчі зміни у сфері сільського туризму [Архівовано 10 березня 2018 у Wayback Machine.], зміни до Конституції, з метою впровадження в Україні подвійного громадянства [Архівовано 26 травня 2015 у Wayback Machine.], а також зміни щодо збільшення строку перебування в Україні автомобілів із іноземними  номерами [Архівовано 11 березня 2018 у Wayback Machine.].
20 лютого 2014 року написав заяву на вихід із лав Партії регіонів, через непогодження із курсом тодішньої влади, яка вела до громадянської війни і розпаду держави.
Строк депутатських повноважень припинився 27 листопада 2014 року, у день прийняття присяги народними депутатами VIII скликання.

## Громадська діяльність і русинство
У ЗМІ з'являлася інформація про те, що, у часи свого депутатства, Іван Бушко виступав проти підписання угоди про асоціацію з ЄС, бо це суперечить «передвиборчим обіцянкам партії перед кожним виборцем півдня-сходу». Утім, сам депутат цю інформацію спростував. Є прихильником неполітичного русинства. 13 липня 2013 року брав участь у роботі XII Світового конгресу русинів в Ужгороді, де заявив про готовність особисто підняти у Верховній Раді України питання про визнання русинів як національності. 
З проханням визнати русинський народ як представників окремої національності з внесенням національності «русин» до реєстру національностей України політик звертався до членів Комітету з питань прав людини, національних меншин і міжнаціональних відносин, Верховної Ради України, Державного комітету у справах національностей при Національній академії наук України.
За сприяння Івана Бушка у світ вийшли кодифікаційні матеріали русинською мовою, напрацьовані Закарпатським обласним науково-культурологічним товариством ім.О.Духновича.

## Благодійність
Іван Бушко є ініціатором, одним із засновників засновників та головою громадського благодійного фонду «Виноградів», що провадить свою діяльність на території Закарпаття.
|  | "Благодійний фонд "Виноградів" було засновано в 2004 році. Для області його формат роботи приклад злагодженої роботи меценатів та державних організацій з громадським сектором. Акцент у ньому припадає на роботу з молоддю. |

|  | "Ще один важливий фактор - як працюють державні інституції, коли потрібна допомога. Відповідно, якщо вони якісно не надають послуги, які потрібні людям, то цю прогалину заповнюють інші організації. Якісь з них просто допомагають, а деякі забезпечують потреби суспільства навіть у більшій мірі, ніж держава." |

## Сім'я
Одружений, виховує двох дітей — дочку та сина.

## Виноски
1. ↑  Довідка: Бушко Іван Іванович. Архів оригіналу за 25 квітня 2014. Процитовано 25 червня 2012.
2. ↑  Сторінка депутата на офіційному порталі Верховної ради України. Архів оригіналу за 10 березня 2018. Процитовано 10 березня 2018.
3. ↑  За небажання йти в ЄС «регіоналів» позбавлятимуть мандатів?. Архів оригіналу за 20 жовтня 2013. Процитовано 19 жовтня 2013.
4. ↑  На Закарпатті стартував 12-й Світовий конгрес русинів. Архів оригіналу за 19 липня 2013. Процитовано 14 серпня 2013.
5. 1 2  Іван Бушко: сьогодні благодійність потрібна суспільству